# Two Fires
Two Fires è il quarto album in studio del cantante britannico naturalizzato australiano Jimmy Barnes, pubblicato nel 1990.

## Tracce
1. Lay Down Your Guns
2. Let's Make It Last All Night
3. Little Darling
4. Love Is Enough
5. Hardline
6. One of a Kind
7. Sister Mercy
8. When Your Love Is Gone
9. Between Two Fires
10. Fade to Black
11. Hold On
12. Stick to Your Guns